# Distretto di Toprakkale
Il distretto di Toprakkale (in turco Toprakkale ilçesi) è uno dei distretti della provincia di Osmaniye, in Turchia.